# کونترورس (استان اشوی‌داشکسیه)
کونترورس (به لهستانی: Kontrewers) یک منطقهٔ مسکونی در لهستان است که در گمینا منگوو واقع شده‌است. کونترورس ۶۱ نفر جمعیت دارد.